# Forcipomyia euzierei
Forcipomyia euzierei är en tvåvingeart som beskrevs av Harant et Galan 1943. Forcipomyia euzierei ingår i släktet Forcipomyia och familjen svidknott. Inga underarter finns listade i Catalogue of Life.